# Božena Kamenická
Božena Kamenická (7. srpna 1898 Janštejn – 5. září 1996 Plzeň), označovaná též bába Radnická či bába z Radnic, byla lidová léčitelka a bylinkářka. Diagnózy určovala především podle moči.
Spolu s dalšími 9 sourozenci se narodila jako Božena Krutišová do velké rodiny v Janštejně nedaleko Jihlavy. V roce 1926 absolvovala kurz přírodního léčení se zaměřením na rehabilitaci a léčbu bylinami podle Kneippa na soukromé odborné škole v České Lípě. Po skončení kurzu začala tamtéž s praxí léčitele. Po německé okupaci v roce 1939 se přestěhovala s manželem Karlem Kamenickým (1900–1970) do města Radnice k sestře. V roce 1950 se přestěhovala do Tymákova, kde žila 15 let. V letech 1965–1978 opět žila v Radnicích, zbytek života strávila v Plzni. Její jediný syn zemřel v 5 letech, později vychovávala tři syny svého ovdovělého bratra Otakara.

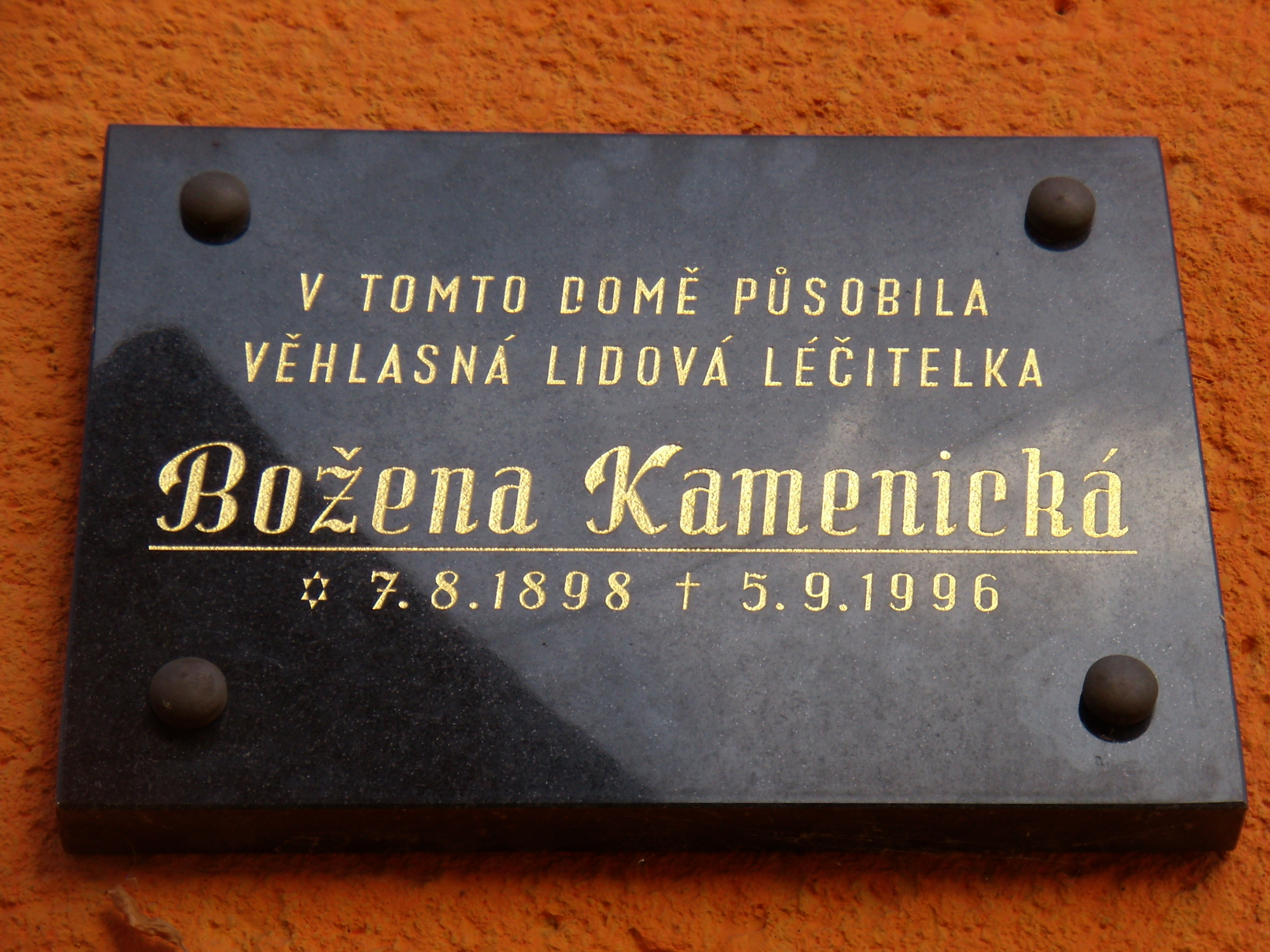
Pamětní deska na domě č. p. 130 v Radnicích.